# Brand New Heavies

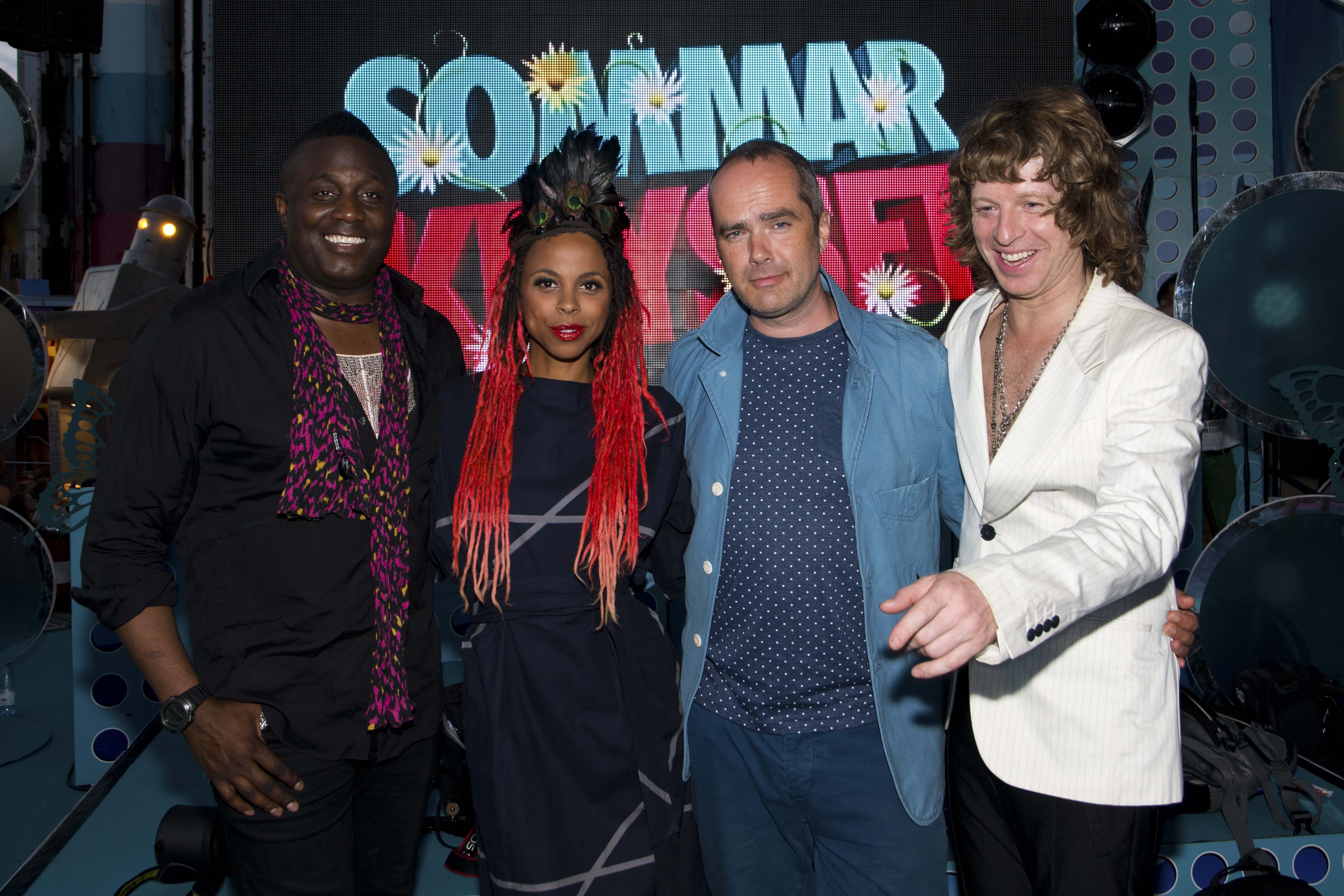
The Brand New Heavies (2013)

Die Brand New Heavies (BNH) ist eine britische Acid-Jazz-/Funk-Band. Die Band hatte seit 1992 einige international bekannte Hits wie Dream on Dreamer, Never Stop oder Midnight at the Oasis und gilt als wichtiger Vertreter des Genres Funk.

## Biografie
Jan Kincaid und Simon Bartholomew sind seit dem Alter von fünf Jahren miteinander befreundet, Andrew Levy lernten sie als 12-jährigen kennen. Die drei Schulfreunde gründeten 1985 in London die Brand New Heavies und machten schließlich ihre gemeinsame Vorliebe für Soul, Funk und Disco der 60er und 70er zu ihrem Hobby. Anfangs traten sie als reine Instrumentalcombo auf, ihre ersten professionellen Gigs spielten sie auf illegalen Partys der Mittachtziger. Sie machten sich jedoch im, vom Synthiepop geprägten, London der 1980er-Jahre schnell einen Namen und gelten als Pioniere des Acid Jazz.
1992, zu Beginn des Acid Jazz-Hypes veröffentlichte die Band das Album Heavy Rhyme Experience, Vol. 1. 1994 schafften die Brand New Heavies den internationalen Durchbruch mit den Singles Midnight at the Oasis und Dream on Dreamer.
Im April 2006 arbeiteten die Brand New Heavies wieder mit N'Dea Davenport und ihrem ursprünglichen Label Delicious Vinyl zusammen. Ihr damaliges Album Get Used to It wurde am 27. Juni 2006 veröffentlicht. Das Album wurde in New York und London aufgenommen. Die Single Jump 'n' Move wurde Teil des Soundtracks des Computer-Animationsfilms Happy Feet und für den Soundtrack im Computerspiel NBA Live 2005 verwendet.

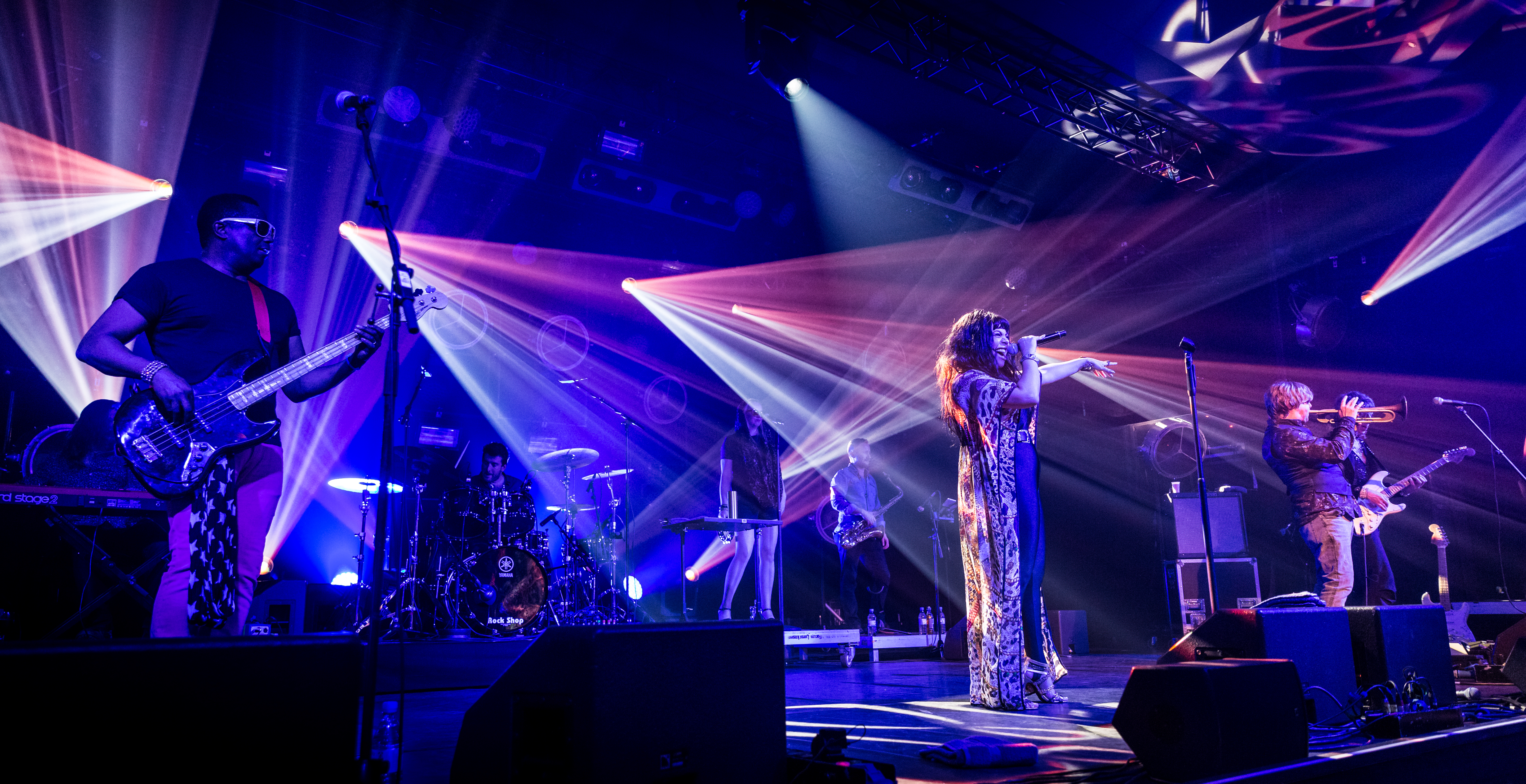
The Brand New Heavies – Leverkusener Jazztage 2016

Am 31. Mai 2013 wurde das neue Album Forward! veröffentlicht. Am Mikrofon wechseln sich N'Dea Davenport und die britische Neuentdeckung Dawn Joseph ab. Wie bereits auch auf älteren Alben kommt auch der Schlagzeuger Jan Kincaid als Sänger zum Einsatz. Das Album erschien als CD, Download sowie als limitierte Edition inklusive einer Konzertaufnahme von 2008 aus dem Londoner indigO₂.

## Bandmitglieder
Die Kernmitglieder der Band sind:
| Bandmitglied                                     | Instrument            | Mitwirkung     |
| ------------------------------------------------ | --------------------- | -------------- |
| Jan Kincaid (* 17. Mai 1966 in Ealing)           | Schlagzeug, Keyboards | 1985 bis 2015  |
| Simon Bartholomew (* 16. Oktober 1965 in Ealing) | Gitarre               | 1985 bis heute |
| Andrew Levy (* 20. Juli 1966 in Ealing)          | Bass, Keyboards       | 1985 bis heute |

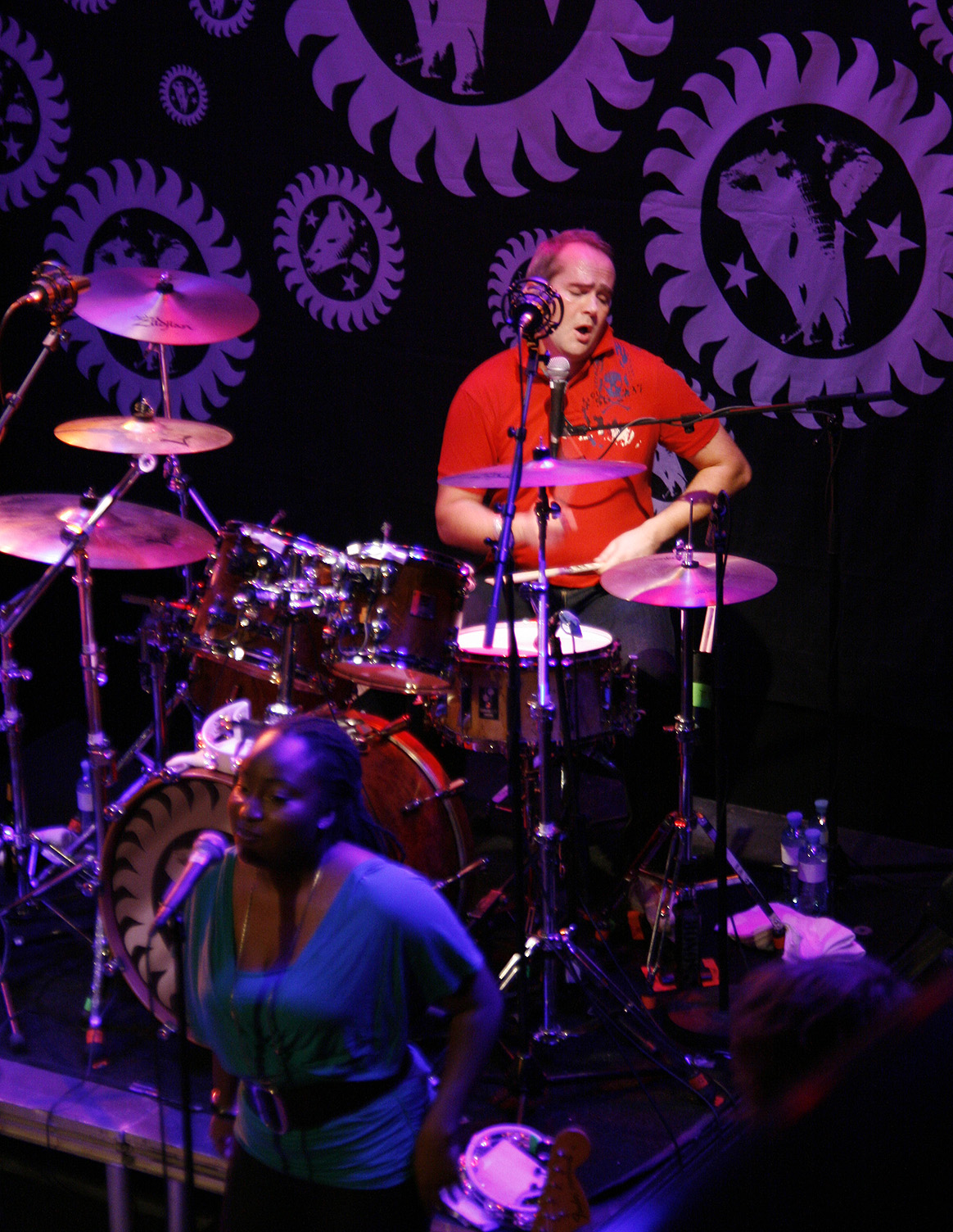
Jan Kincaid
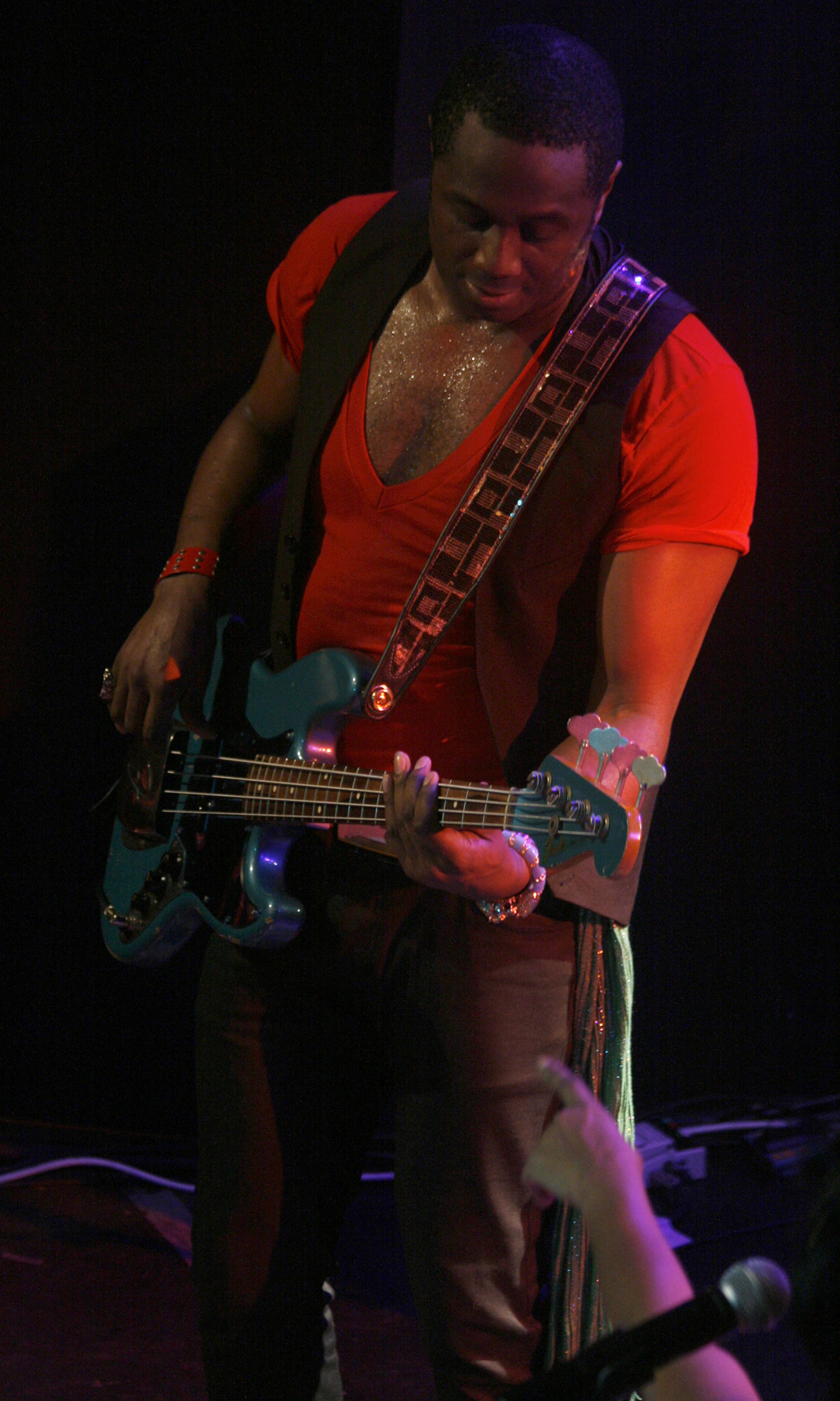
Andrew Levy
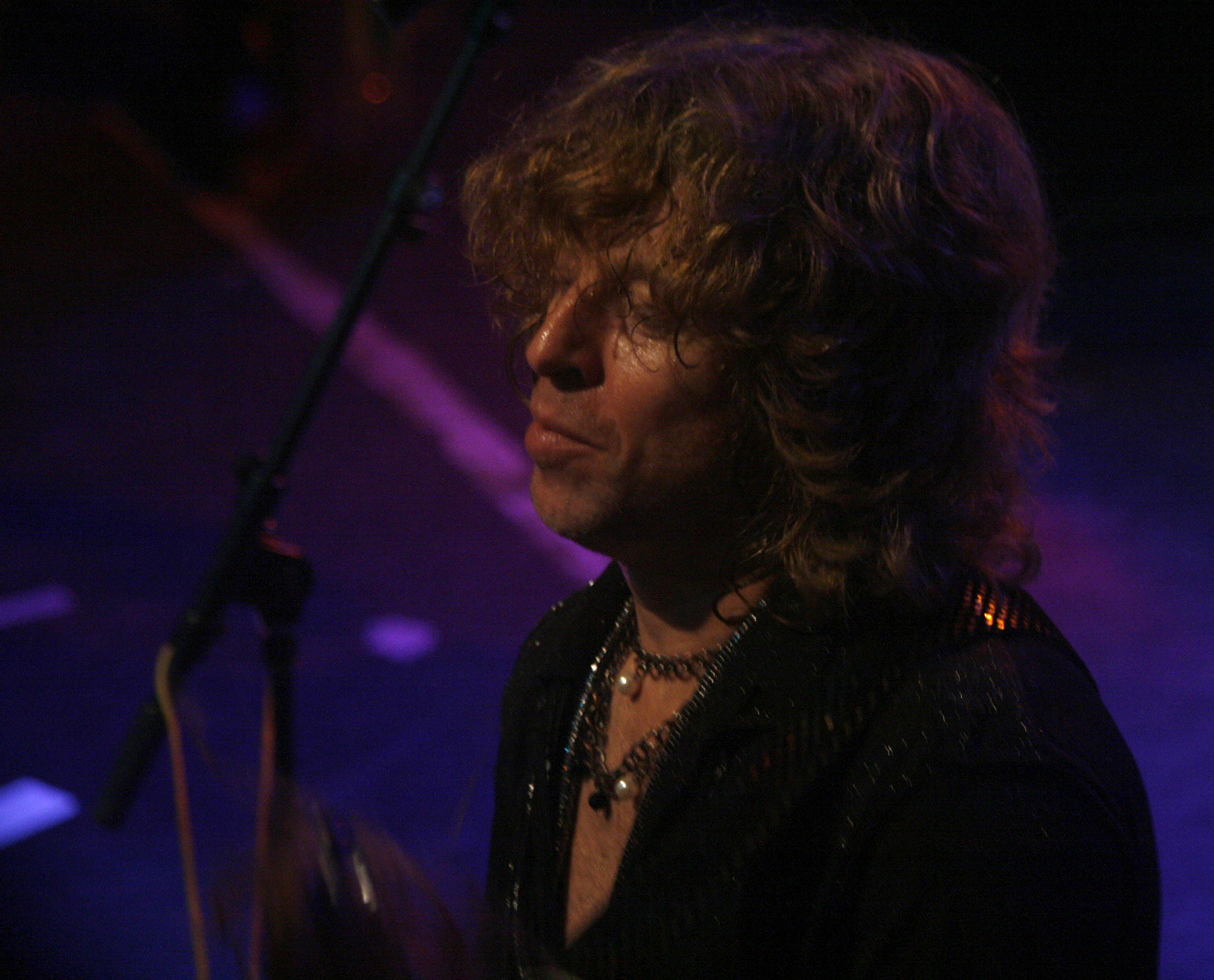
Simon Bartholomew
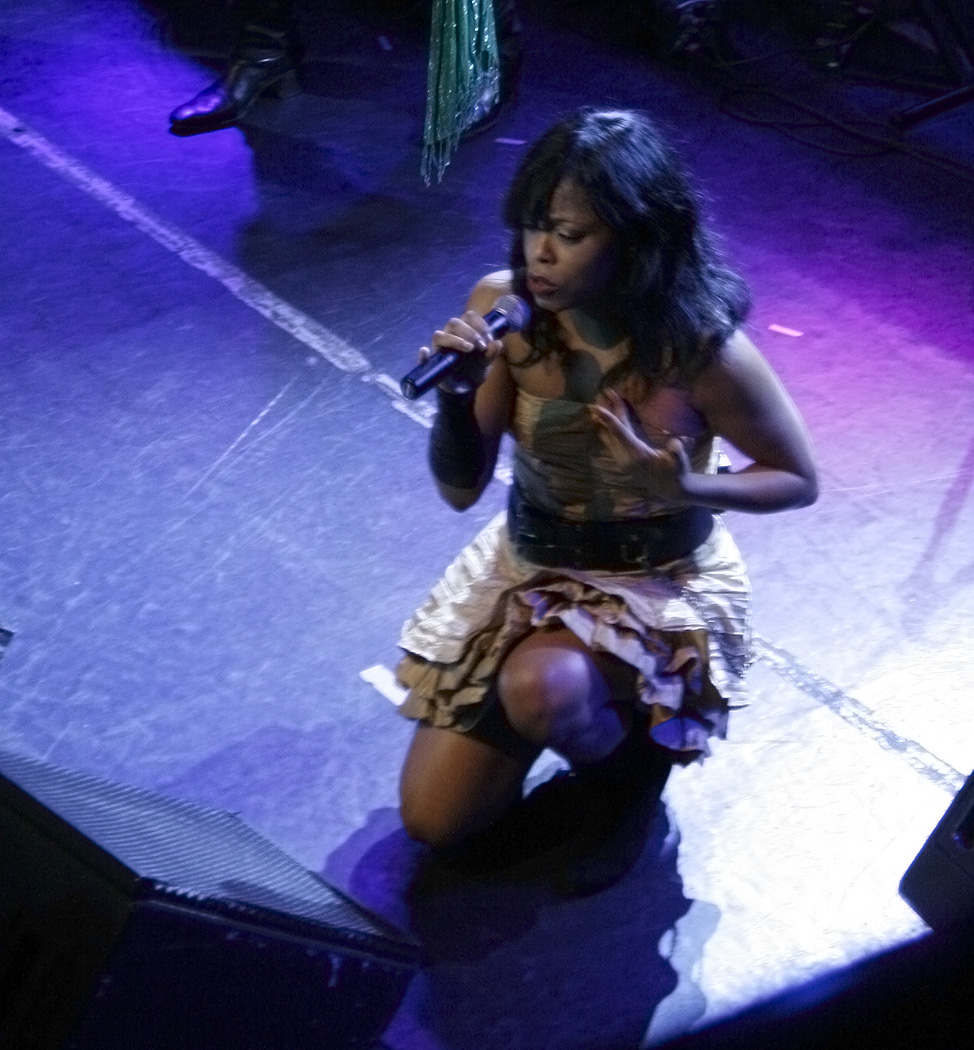
N'Dea Davenport

Weitere Mitglieder
| Bandmitglied                                       | Instrument | Mitwirkung                |
| -------------------------------------------------- | ---------- | ------------------------- |
| Jay Ella Ruth                                      | Gesang     | 1989                      |
| Linda Muriel                                       | Gesang     | 1989–1990                 |
| N’Dea Davenport (geboren in Atlanta, Georgia, USA) | Gesang     | 1990–1995, 2005 bis heute |
| Siedah Garrett                                     | Gesang     | 1997                      |
| Carleen Anderson                                   | Gesang     | 1999–2000                 |
| Nicole Russo                                       | Gesang     | 2004                      |
| Sy Smith                                           | Gesang     | 2003                      |
| Dawn Joseph                                        | Gesang     | 2013                      |
| Dennis Rollins                                     | Posaune    | 1992–1995                 |
| Winston Rollins                                    | Posaune    | ?                         |

## Diskografie

### Studioalben
| Jahr | Titel                          | Höchstplatzierung, Gesamtwochen, AuszeichnungChartplatzierungen (Jahr, Titel, Platzierungen, Wochen, Auszeichnungen, Anmerkungen) | Höchstplatzierung, Gesamtwochen, AuszeichnungChartplatzierungen (Jahr, Titel, Platzierungen, Wochen, Auszeichnungen, Anmerkungen) | Höchstplatzierung, Gesamtwochen, AuszeichnungChartplatzierungen (Jahr, Titel, Platzierungen, Wochen, Auszeichnungen, Anmerkungen) | Höchstplatzierung, Gesamtwochen, AuszeichnungChartplatzierungen (Jahr, Titel, Platzierungen, Wochen, Auszeichnungen, Anmerkungen) | Anmerkungen                                                   |
| Jahr | Titel                          | DE | CH | UK | US | Anmerkungen                                                   |
| ---- | ------------------------------ | --- | --- | --- | --- | ------------------------------------------------------------- |
| 1990 | Brand New Heavies              | — | — | UK25 Silber · (16 Wo.)UK | — | Erstveröffentlichung: 16. April 1990 Charteinstieg: März 1992 |
| 1992 | Heavy Rhyme Experience, Vol. 1 | — | — | UK38 (2 Wo.)UK | US139 (3 Wo.)US | Erstveröffentlichung: 3. August 1992                          |
| 1994 | Brother Sister                 | DE86 (4 Wo.)DE | CH23 (5 Wo.)CH | UK4 Platin · (53 Wo.)UK | US95 (9 Wo.)US | Erstveröffentlichung: 4. April 1994                           |
| 1997 | Shelter                        | DE55 (5 Wo.)DE | CH38 (6 Wo.)CH | UK5 Platin · (39 Wo.)UK | US118 (5 Wo.)US | Erstveröffentlichung: 21. April 1997                          |
| 2003 | We Won’t Stop                  | — | — | — | — | Erstveröffentlichung: Januar 2003                             |
| 2004 | Allabouthefunk                 | — | CH81 (1 Wo.)CH | — | — | Erstveröffentlichung: 18. Oktober 2004 mit Nicole Russo       |
| 2006 | Get Used to It                 | — | — | — | — | Erstveröffentlichung: 27. Juni 2006                           |
| 2011 | Dunk Your Trunk                | — | — | — | — | Erstveröffentlichung: 28. November 2011                       |
| 2013 | Forward                        | — | — | — | — | Erstveröffentlichung: 9. April 2013                           |
| 2019 | Sweet Freaks                   | — | — | — | — | Erstveröffentlichung: 24. Oktober 2014                        |
| 2019 | TBNH                           | — | CH61 (1 Wo.)CH | — | — | Erstveröffentlichung: 6. September 2019                       |

### Livealben
- 1997: Shibuya 357
- 2009: Live in London
- 2015: Live at the Soul Kitchen, Gothenburg

### Kompilationen
| Jahr | Titel                    | Höchstplatzierung, Gesamtwochen, AuszeichnungChartsChartplatzierungen (Jahr, Titel, Platzierungen, Wochen, Auszeichnungen, Anmerkungen) | Anmerkungen                              |
| Jahr | Titel                    | UK | Anmerkungen                              |
| ---- | ------------------------ | --- | ---------------------------------------- |
| 1994 | Original Flava           | UK64 (1 Wo.)UK | Erstveröffentlichung: Oktober 1994       |
| 1999 | Trunk Funk – The Best of | UK13 Silber · (4 Wo.)UK | Erstveröffentlichung: 13. September 1999 |

Weitere Kompilationen
- 1998: Dream Come True – The Best of the Acid Jazz Years
- 2006: The Platinum Collection
- 2011: The Best of 20 Years
- 2023: Never Stop... The Best of

### Remixalben
- 1995: Excursions: Remixes & Rare Grooves
- 2007: Elephantitis: The Funk + House Remixes
- 2008: Get Used to It: The Tom Moulton Mixes
- 2009: Elephantitis: The Funk + House Remixes 2

### EPs
| Jahr | Titel               | Höchstplatzierung, Gesamtwochen, AuszeichnungChartsChartplatzierungen (Jahr, Titel, Platzierungen, Wochen, Auszeichnungen, Anmerkungen) | Anmerkungen                      |
| Jahr | Titel               | UK | Anmerkungen                      |
| ---- | ------------------- | --- | -------------------------------- |
| 1992 | Ultimate Trunk Funk | UK19 (6 Wo.)UK | Erstveröffentlichung: April 1992 |

### Singles
| Jahr | Titel Album                                        | Höchstplatzierung, Gesamtwochen, AuszeichnungChartplatzierungen (Jahr, Titel, Album, Platzierungen, Wochen, Auszeichnungen, Anmerkungen) | Höchstplatzierung, Gesamtwochen, AuszeichnungChartplatzierungen (Jahr, Titel, Album, Platzierungen, Wochen, Auszeichnungen, Anmerkungen) | Höchstplatzierung, Gesamtwochen, AuszeichnungChartplatzierungen (Jahr, Titel, Album, Platzierungen, Wochen, Auszeichnungen, Anmerkungen) | Höchstplatzierung, Gesamtwochen, AuszeichnungChartplatzierungen (Jahr, Titel, Album, Platzierungen, Wochen, Auszeichnungen, Anmerkungen) | Anmerkungen                                         |
| Jahr | Titel Album                                        | DE | CH | UK | US | Anmerkungen                                         |
| ---- | -------------------------------------------------- | --- | --- | --- | --- | --------------------------------------------------- |
| 1991 | Never Stop The Brand New Heavies                   | — | — | UK43 (3 Wo.)UK | US54 (8 Wo.)US | Erstveröffentlichung: August 1991                   |
| 1992 | Dream Come True The Brand New Heavies              | — | — | UK24 (4 Wo.)UK | — | Erstveröffentlichung: Januar 1992                   |
| 1992 | Don’t Let It Go to Your Head The Brand New Heavies | — | — | UK24 (4 Wo.)UK | — | Erstveröffentlichung: Juli 1992                     |
| 1992 | Stay This Way The Brand New Heavies                | DE88 (5 Wo.)DE | — | UK40 (5 Wo.)UK | — | Erstveröffentlichung: Dezember 1992                 |
| 1994 | Dream On Dreamer Brother Sister                    | DE56 (16 Wo.)DE | — | UK15 (5 Wo.)UK | US51 (11 Wo.)US | Erstveröffentlichung: März 1994                     |
| 1994 | Back to Love Brother Sister                        | — | — | UK23 (6 Wo.)UK | — | Erstveröffentlichung: Juni 1994                     |
| 1994 | Midnight at the Oasis Brother Sister               | DE68 (6 Wo.)DE | — | UK13 (6 Wo.)UK | — | Erstveröffentlichung: August 1994                   |
| 1994 | Spend Some Time Brother Sister                     | DE82 (4 Wo.)DE | — | UK26 (6 Wo.)UK | — | Erstveröffentlichung: Oktober 1994                  |
| 1995 | Close to You Prêt-à-Porter O.S.T.                  | DE75 (10 Wo.)DE | — | UK38 (3 Wo.)UK | — | Erstveröffentlichung: Februar 1995                  |
| 1997 | Sometimes Shelter                                  | — | CH40 (3 Wo.)CH | UK11 Silber · (5 Wo.)UK | US88 (5 Wo.)US | Erstveröffentlichung: April 1997                    |
| 1997 | You Are the Universe Shelter                       | DE73 (9 Wo.)DE | — | UK21 (4 Wo.)UK | — | Erstveröffentlichung: Juni 1997                     |
| 1997 | You’ve Got a Friend Shelter                        | DE77 (9 Wo.)DE | — | UK9 (8 Wo.)UK | — | Erstveröffentlichung: Oktober 1997                  |
| 1997 | Shelter                                            | — | — | UK31 (4 Wo.)UK | — | Erstveröffentlichung: Dezember 1997                 |
| 1999 | Saturday Nite Trunk Funk – The Best of             | — | — | UK35 (3 Wo.)UK | — | Erstveröffentlichung: August 1999                   |
| 1999 | Apparently Nothing Trunk Funk – The Best of        | — | — | UK32 (2 Wo.)UK | — | Erstveröffentlichung: Dezember 1999                 |
| 2004 | Boogie Allabouthefunk                              | — | — | UK66 (2 Wo.)UK | — | Erstveröffentlichung: Oktober 2004 mit Nicole Russo |
| 2005 | Surrender Allabouthefunk                           | — | — | UK78 (1 Wo.)UK | — | Erstveröffentlichung: April 2005 mit Nicole Russo   |

Weitere Singles
- 1992: Bonafide Funk (mit Main Source)
- 1992: People Get Ready (Remix)
- 1994: Higher Learning/Time for Change
- 1994: Brother Sister
- 1995: Mind Trips
- 1996: World Keeps Spinning
- 1997: I Like It
- 1997: You Can Do It
- 1998: More Love
- 2003: What Do You Take Me For?
- 2006: Jump n’ Move
- 2007: I Don’t Know Why (I Love You)
- 2007: Let’s Do It Again
- 2013: Sunlight
- 2014: Sweet Freeek